# Passengers Alighting from Ferry Brighton at Manly
Passengers Alighting from Ferry Brighton at Manly byl první natočený a promítaný film v Austrálii. Režisérem byl Marius Sestier (1861–1928).
Marius Sestier natočil cestující, jak vystupují z trajektu Brighton v přístavišti Manly.
V září 1896 otevřeli Sestier a Henry Walter Barnett první australské kino Salon Lumière v Pitt Street v Sydney.
Sestier spolu s Henrym W. Barnettem natočili přibližně 19 filmů v Sydney a Melbourne mezi říjnem a listopadem 1896, což byly první snímky zaznamenané v Austrálii.
Není známa žádná dochovaná kopie filmu.